# Akbou
Akbou es un municipio (baladiyah) de la provincia o valiato de Bugía en Argelia. En abril de 2008 tenía una población censada de 53 282 habitantes.
Se encuentra ubicado al norte del país, en la región de Cabilia, junto a la costa del mar Mediterráneo.

## Economía
Akbou, caracterizada por la Industria alimentaria, muchas empresas están ubicadas en la zona industrial de Taharacht, como por ejemplo Lecheria Soummam.